# Apocephalus persecutor
Apocephalus persecutor är en tvåvingeart som beskrevs av Borgmeier 1961. Apocephalus persecutor ingår i släktet Apocephalus och familjen puckelflugor. Inga underarter finns listade i Catalogue of Life.